# Barbula chenia
Barbula chenia är en bladmossart som beskrevs av Redfearn och Benito C. Tan 1995. Barbula chenia ingår i släktet neonmossor, och familjen Pottiaceae. Inga underarter finns listade i Catalogue of Life.